# Къдринка Къдринова
Къдринка Къдринова е български писател и журналист, редактор на уебсайта „Барикада“, председател на Сдружението на испаноговорещите журналисти в България, член на Съюза на българските журналисти, и на Съюза на българските писатели. Тя е специалист по международна журналистика, проблемите на революционните движения и диктаторските режими в Латинска Америка, и биографията на Луис Корвалан. Член на Съвета за електронни медии, назначена от президента Румен Радев, за мандат 2024 - 2030 година.

## Професионална кариера
Работила е за вестниците „Народна младеж“, „Диалог“, „24 часа“, „Сега“, „Монитор“, била е заместник главен редактор на сп. „Тема“ и редактор на международните новини в програма „Хоризонт“ на Българското национално радио.
От 16 до 20 септември 2017 г. Къдринка Къдринова е международен наблюдател от България на Световния диалог за мир, суверенитет и демокрация „Всички сме Венецуела“, организиран в столицата Каракас. В него участват около 200 души от над 60 държави от петте континента. Въз основа на авторските си материали от Венецуела, създава 49-минутен документален филм „Лицата на Венецуела“ (2018).

### Книги
Автор е на книгите:
- Виетнам – феникс и дракон.   София, авт., 2009.
- Романски в глобално кърваво.   София, Унив. изд. Св. Климент Охридски, 2005.
- Под небето на Матагалпа: Щрихи от делника на Никарагуа.   София, Народна младеж, 1987.

## Награди
През 2010 г. Къдринка Къдринова е наградена с виетнамския медал „Дружба“, който ѝ е връчен лично в София от тогавашната вицепрезидентка на страната Нгуен Тхи Зоан, за книгата „Виетнам – феникс и дракон“, публикувана през през 2009 г. на български език, а през 2010 г. – и на английски.
При посещението си в България, през 2018 г., вицепремиерът и външен министър на Виетнам Фам Бин Мин, лично ѝ връчва виетнамската награда за отразяване на годишната среща на Азиатско-Тихоокеанското икономическо сътрудничество, проведена в Дананг.
На Събора на левицата през 2019 г., председателят на Българската социалистическа партия Корнелия Нинова лично ѝ връчва наградата за политическа журналистика и публицистика „Георги Кирков – Майстора“, пред множеството на Историческа поляна.

## Скандал с Бетина Жотева
На 15 юни 2017 г., на заседание на Комисията по културата и медиите към Народното събрание, Къдринка Къдринова отправя питане към члена на Съвета за електронни медии Бетина Жотева, дали е вярно, че вицепремиерът Екатерина Захариева подкрепя закриването на „Радио България“?
Бетина Жотева отговаря: „Подозирам, че ме вкарвате в някаква интрига. Ако си отворите устата още веднъж за мен, ще видиш какво става.“
Заплахите са записани от репортерския диктофон на Къдринова, който е бил включен, за да записва цялата дискусия. Те са чути и от присъствалата на заседанието на комисията Снежана Тодорова, председател на Управителния съдет на СБЖ. Къдринова сезира Етичната комисия на СБЖ за случая. Комисията по журналистическа етика на СБЖ смята за недопустими заплахите и агресивните реплики, отправени към известната и уважавана журналистка Къдринка Къдринова при изпълнение на професионалните ѝ задължения, от страна на член на СЕМ – регулаторния орган, чиято задача е да защитава свободата и плурализма на словото и информацията, и счита, че г-жа Жотева би трябвало да преосмисли поведението си и да поднесе извинения пред колежката Къдринова и цялата журналистическа колегия. Асоциацията на европейските журналисти в България намира за недопустимо член на Съвета за електронни медии да отправя заплахи към журналисти по какъвто и да бил повод. АЕЖ-България призовава г-жа Жотева да преосмисли дали след този случай може да продължи да изпълнява пълноценно задълженията си като член на СЕМ.